# Maria Gulegina
Maria Gulegina (ur. 9 sierpnia 1959 w Odessie) – śpiewaczka operowa pochodzenia ormiańsko-ukraińskiego, sopran.

## Biografia
Urodziła się w Odessie i tam studiowała w Konserwatorium Muzycznym pod opieką Eugeniusza Iwanowa, który pozostawał przez wiele lat jej osobistym nauczycielem. Zadebiutowała w 1985 r. w operze w Mińsku w tytułowej roli w operze Piotra Czajkowskiego Jolanta.
W 1987 r. wystąpiła w La Scali jako Amelia w Balu maskowym, którą to rolę wykonywała w duecie początkowo z Luciano Pavarottim, a następnie Salvatore Licitrą jako Ryszardem. Następnie zagrała tytułowe bohaterki Manon Lescaut i Toski Giacomo Pucciniego. Grała w Wiedniu, Monachium, Hamburgu, Londynie i Paryżu, gdzie ugruntowała swoją światową renomę po występie w roli Abigail w Nabucco.
W 1990 r. zadebiutowała w Metropolitan Opera rolą Magdaleny w Andrei Chénierze, jednak w USA znana jest przede wszystkim jako artystka oper w San Francisco i Chicago, gdzie stworzyła kreacje Santuzzy w Rycerskości wieśniaczej, Elwiry w Ernanim i Lady Makbet w Makbecie. W 1992 r. wystąpiła w Sankt Petersburgu jako Liza w Damie pikowej, a znaczną popularnością cieszy się w Japonii, gdzie występowała w ramach tournée La Scali.
Maria Gulegina uważana jest za jedną z najważniejszych obecnie artystek śpiewających sopranem dramatycznym, jest ceniona przede wszystkim za wyjątkową barwę głosu i ogromne zdolności aktorskie w rolach tragicznych. Rekompensuje w ten sposób nie najlepszą niekiedy technikę.